# Bibliografia de Luiz Fernando Carvalho
Esta é uma lista de livros, artigos, entrevistas e dissertações sobre o diretor Luiz Fernando Carvalho e suas obras.

## Cinema
- Eduardo, Cléber (2005). «Eu é um outro – Variações da narração em primeira pessoa». Cinema Brasileiro 1995-2005 – Ensaios sobre uma década. [S.l.]: Contracampo. p. 137. ISBN 9788588338685
- Diegues, Carlos; Merten, Luiz Carlos; Fonseca, Rodrigo (2007). Cinco mais cinco – Os maiores filmes brasileiros em bilheteria e crítica. [S.l.]: Legere. pp. 212–213. ISBN 9788586402418
- Valente, Eduardo (2011). «O que pulsa além dos longas?». Cinema Brasileiro – Anos 2000, 10 questões (pdf). [S.l.]: CCBB/Revista Cinética. pp. 68–71
- Catálogo de la 55 semana internacional de cine de Valladolid. [S.l.]: Semana Internacional de Cine de Valladolid. 2010. ISBN 8487737250
- Catálogo da 15ª Mostra de Cinema de Tiradentes. [S.l.]: Universo Produções. 2012
- Carvalho, Luiz Fernando (2011). «Por onde passam hoje a inovação e a experimentação, seja na sua área ou em geral?». Revista Filme Cultura, nº54. [S.l.]: Secretaria do Audiovisual do Ministério da Cultura. ISBN 8487737250
- Carrillo, Arnaldo (2001). «A redenção do tempo». Revista Cinemais - Revista de Cinema e Outras Questões Audiovisuais, nº28. [S.l.]: Universidade Estadual do Norte Fluminense, Laboratório de Pesquisa e Tecnologia da Imagem. Interessante questionar o que levou Luiz Fernando Carvalho à Lavoura Arcaica de Raduan. A meu ver, um cruzamento de solidões, a do sapiente escritor sexagenário, não obstante famoso e admirado, como fator sobranceiro que mais lhe chamaria a atenção. Sofrendo o cambiante abandono característico dos anos 80, Luiz Fernando sentiu no romancista défroqué um regaço tépido e consciente que não adivinhava entre os coevos. A necessidade de filmá-lo surgiu como um grito interior
- Revista Cinemais - Revista de Cinema e Outras Questões Audiovisuais, nº32. [S.l.]: Universidade Estadual do Norte Fluminense, Laboratório de Pesquisa e Tecnologia da Imagem. 2001
- Debs, Sylvie (2008). «Do gosto do público, segundo Luiz Fernando Carvalho». Cinémas d’Amérique latine, nº 16 (pdf). [S.l.]: ARCALT - PUM Presses universitaires du Mirail (Toulouse). ISBN 978-2-85816-989-4. Aquilo que interessa mais profundamente a este leitor apaixonado (Luiz Fernando Carvalho) é demarcar o texto literário, trazendo respostas em forma de transformação, modificação. Um ator escolhido por Luiz Fernando Carvalho começa seu trabalho pela leitura do texto, e seu personagem vai sendo elaborado neste contato incessante da vivência da literatura. Trabalhando com grande fidelidade à palavra escrita, fidelidade que vai ao ponto de reproduzir quase que integralmente as narrações e os diálogos das obras em seus filmes, Luiz Fernando se deixa guiar pelas emoções e impressões suscitadas pelo texto literário, e a imagem nasce do encontro entre o poder encantatório do verbo e a força profunda e misteriosa da imaginação

## Literatura
- Carvalho, Luiz Fernando; Nogueira, Maria Aparecida (2007). Ode a Ariano Suassuna: celebrações dos 80 anos do autor na Universidade Federal de Pernambuco. [S.l.]: Universitária UFPE. pp. 10–11. ISBN 978-85-7315-411-5. Certa vez estávamos na Fazenda Acauã, em pleno Sertão da Paraíba, lá onde você passou parte de sua primeira infância(...) Depois pediu que o levasse para ver o Rio. Fomos caminhando pelo meio do espinheiro até alcançarmos a margem daquele rio seco, que mais parecia com uma cicatriz na carne do chão. Você parou. Eu fiquei um pouco mais atrás. Ficamos um bom tempo assim, cercados pelo silêncio: você, imóvel como uma pedra, com aquele rio seco a seus pés. Até que, exatamente acima de nós – ou melhor, de você! – veio sobrevoar um gavião, com seu piado anunciante. Você então, parecendo liberado de seus silêncios mais antigos, e com uma alegria de menino, disse: “Eu sabia que vocês não abandonariam um sertanejo".
- Avellar, José Carlos (2007). O chão da palavra – Cinema e literatura no Brasil. [S.l.]: Rocco. ISBN 9788532521804
- Victor, Adriana; Lins, Juliana (2007). Ariano Suassuna – Um perfil biográfico. [S.l.]: Zahar. p. 100. ISBN 9788571109896
- Lispector, Clarice (2009). Clarice na Cabeceira:contos. [S.l.]: Rocco. p. 161. ISBN 978-8532524874
- Bernardo, Gustavo (2010). O livro da metaficção. [S.l.]: Tinta Negra. pp. 122–123. ISBN 9788563114006

## Televisão
- Oliveira Sobrinho, José Bonifácio (2011). O Livro do Boni. São Paulo: Casa da Palavra. p. 34. ISBN 978-85-7734-226-6
- Jacob de Souza, Maria Carmen (2004). «Telenovela e representação social: Benedito Ruy Barbosa e a representação do popular na novela Renascer». E-papers. p. 219. ISBN 85-87922-90-4
- Lopes, M.I.V. (2009). A ficção televisiva em países ibero-americanos: narrativas, formatos e publicidade (PDF). Col: Anuário Obitel. [S.l.]: Globo. p. 143. ISBN 978-85-205-06868
- Riedel, Erika (2010). Emilio de Biasi – O tempo e a vida de um aprendiz. Col: Aplauso Perfil. [S.l.]: Imprensa Oficial SP (IMESP). pp. 407–433. ISBN 9788570608345
- Guia Ilustrado TV Globo – Novelas e Minisséries. Col: Memória Globo. [S.l.]: Zahar. 2010. pp. 164,176,188,271,294,300,304,306. ISBN 9788537802021
- Guzzi, C. P. (2015). «Sobre o processo de transposição de textos verbais para textos sincréticos: o fluxo textual entre literatura, cinema e televisão». Letras (UFSM). pp. 187–199. Consultado em 10 de maio de 2017
- Hamburguer, Esther (2010). «Brazilian Film and Television in Times of Intermedia Diversification». A Companion to Latin American Cinema. Col: Memória Globo. [S.l.]: Zahar. pp. 375–390. ISBN 9781118552889
- Kogut, Patrícia (2017). 101 Atrações de TV que sintonizaram o Brasil. Col: Estação Brasil. [S.l.]: Editora Sextante. p. 216. ISBN 97885560802-19
- Lee Carter, Eli (2018). Reimagining Brazilian Television - Luiz Fernando Carvalho's Contemporary Vision. [S.l.]: University of Pittsburgh Press. ISBN 0822964988

## Fotografia
- Carvalho, Walter (2003). Fotografias de um filme. [S.l.]: Cosac Naify. ISBN 9788575031889
- Pagliaro, Leandro (2017). Fotografias – O processo criativo dos atores de Dois irmãos. [S.l.]: Bazar do Tempo. ISBN 9788569924203

## Entrevistas
- Carvalho, Luiz Fernando (2008). «Educação pelos sentidos». Cadernos Rio Mídia 3:Mídiaamerica: indicadas para crianças e adolescentes?. [S.l.]: MultiRio. pp. 23–27. ISBN 8560354034. Sabendo da dimensão que a televisão alcança neste nosso Brasil, tratá-la apenas como diversão me parece bastante contestável. Precisamos de diversão, mas também precisamos nos orientar e entender o mundo. Minha estética é apenas uma pequena consequência disso.Todo meu esforço será sempre, em primeira instância, o de propor uma ética artística verdadeira para a TV. Continuo acreditando nessa espécie de contradição entre o eletrodoméstico e a cultura, o emissor e o avanço de seus conteúdos necessários. Melhor dizendo: educação pelos sentidos.

## Teses e dissertações
- Carter, Eli Lee (2013). Luiz Fernando Carvalho: An Auteur of Brazilian Television (Tese). UCLA Electronic Theses and Dissertations
- Tardivo, Renato Cury (2009). Porvir que vem antes de tudo: uma leitura de lavoura arcaica - literatura, cinema e a unidade dos sentidos (Tese). São Paulo: Universidade de São Paulo (USP)
- Wajnman, Solange (2011). Minisséries históricas e a comunicação por objetos. Notas sobre os figurinos e cenários de 'Primo Basílio' e “Os Maias” (Tese). Santa Maria: Universidade de Santa Maria (UFSM)
- Carter, Eli Lee (2014). Relendo Dom Casmurro - hibridismo estético em Capitu (Tese). Charlottesville: University of Virginia
- Carter, Eli Lee (2014). Afinal, o que Querem as Mulheres?: Luiz Fernando Carvalho's Metafictional Critique of Brazilian Television Fiction (Tese). Journal of Latin American Cultural Studies
- Guzzi, C. P. (2015). Por uma Imagem da Literatura: a poética do escancaramento do diretor Luiz Fernando Carvalho (PDF) (Tese). Araraquara: Universidade Estadual Paulista. Consultado em 10 de maio de 2017
- Guzzi, C. P. (2013). «Por uma educação dos sentidos: as realizações artísticas do diretor Luiz Fernando Carvalho». Caderno Seminal Digital (Rio de Janeiro). pp. 81–98. Consultado em 10 de maio de 2017
- Guzzi, C. P. (2013). «O trabalho de leitura dialógico em uma transposição do texto verbal para o texto sincrético» (PDF). Crítica Cultural. pp. 255–273. Consultado em 10 de maio de 2017
- Estevam Christoforo, Larissa (2014). Au-delà et à côté de la Quality TV : une alternative esthétique brésilienne (Tese). Canadá: l’Université de Montréal. Consultado em 10 de maio de 2017
- Moura, Carolina Bassi de (2015). A direção e a direção de arte (Tese). São Paulo: USP. Consultado em 10 de maio de 2017
- Guzzi, C. P. (2012). «Por uma ficção autoconsciente: a transposição do romance Dom Casmurro para a minissérie Capitu» (PDF). Machado de Assis em Linha. pp. 82–101. Consultado em 10 de maio de 2017
- Guzzi, C. P. (2012). «A narrativa impressionista do escritor Machado de Assis e a atitude expressionista do diretor Luiz Fernando Carvalho». CASA (Araraquara). pp. 1–12. Consultado em 10 de maio de 2017
- Bulhões, Marcelo Magalhães (2012). «Para Além da "Fidelidade" na Adaptação Audiovisual: o Caso da Minissérie Televisiva Capitu». Galáxia. Revista do Programa de Pós-Graduação em Comunicação e Semiótica. Consultado em 10 de maio de 2017
- Nepomuceno, Mariana Maciel (2015). O elogio da ilusão: Capitu de Luiz Fernando Carvalho (Tese). Pernambuco: UFPE. Consultado em 10 de maio de 2017
- Torrens Leite, Rafaela Bernardazzi (2016). «Poética visual e a relação com elementos fílmicos da minissérie Capitu». Revista Estética. Consultado em 10 de maio de 2017
- Czizewski, Claiton César; Silva, Anderson Lopes (2014). «Capitu: A cultura híbrida e a liquidez pós-moderna em um olhar». Revista Latino Americana de Estudios en Cultura. Consultado em 10 de maio de 2017
- Pucci, Renato Luiz (2015). «Grande Sertão: Veredas e Capitu – Rupturas de paradigmas na ficção televisiva brasileira» (PDF). Socine. Consultado em 10 de maio de 2017
- Izawa, Irene (2012). Capitu: uma leitura pós-moderna de Dom Casmurro – Rupturas de paradigmas na ficção televisiva brasileira (PDF) (Tese). Curitiba: Uniandrade. Consultado em 10 de maio de 2017
- Becker, Caroline Valada (2010). Dom Casmurro e Capitu : poéticas da palavra e da imagem (Tese). Porto Alegre: UFRGS. Consultado em 10 de maio de 2017
- Santos, Juliana Rodrigues dos (2010). A literatura na tela da televisão: Capitu, uma tradução de Dom Casmurro (Tese). Campo Grande: UFMS. Consultado em 10 de maio de 2017
- Torrens Leite, Rafaela Bernardazzi (2015). A cor e o figurino na construção de personagens na narrativa televisual: um estudo de caso da minissérie Capitu (Tese). São Paulo: USP. Consultado em 10 de maio de 2017
- Monteiro, Alexandre de Assis (2013). Capitu: olhares para uma narração oblíqua. (Tese). João Pessoa: UFPB. Consultado em 10 de maio de 2017
- Pires, Yasmin (2013). Um Expressionismo em Capitu: a apropriação imagética contemporânea (Tese). Manaus: Universidade da Amazônia. Consultado em 10 de maio de 2017
- Monteiro, Alexandre de Assis; Mousinho, Luiz Antonio (2016). «A captura de Dom Casmurro por uma crítica disposta entre o romance e a microssérie». Bakhtiniana: Revista de Estudos do Discurso. Consultado em 10 de maio de 2017
- Millecco, Mariana (2017). «No princípio era o texto: Dom Casmurro no papel, Capitu na tela». Machado de Assis em Linha. Consultado em 10 de maio de 2017
- Collaço, Fernando Martins (2013). Luiz Fernando Carvalho e o processo criativo na televisão : a minissérie Capitu e o estilo do diretor (Tese). Universidade Estadual de Campinas. Consultado em 10 de maio de 2017
- Pinati, Flávia Giúlia Andriolo (2013). Capitu: uma transposição metaficcional (Tese). São Paulo: Unesp. Consultado em 10 de maio de 2017
- Silva, Ana Claudia Suriani; Millecco, Mariana (2017). «Entrevista com Beth Filipecki, figurinista de Capitu (2008)». Machado de Assis em Linha. Consultado em 10 de maio de 2017
- Oliveira, Lara Luiza Spagnol (2013). Aí vindes outra vez, inquietas sombras: tempo e memória na tradução de Dom Casmurro para Capitu (PDF) (Tese). Belo Horizonte: UFMG. Consultado em 10 de maio de 2017
- Bezerra, Júlia Rochetti (2016). Da adaptação de Dom Casmurro : do romance aos quadrinhos e à televisão (Tese). Campinas: Unicamp. Consultado em 10 de maio de 2017
- Rosa, Luiza Maria Almeida (2012). A adaptação barroca de Dom Casmurro para Capitu: do livro ao corpo na TV (Tese). São Paulo: PUC-SP. Consultado em 10 de maio de 2017
- Nonato, Lívia Martins (2013). Teatralidade na obra audiovisual Capitu (Tese). Londrina: Universidade de Londrina. Consultado em 10 de maio de 2017
- Heck, Ana Paula (2014). Uma ideia e um escrúpulo:a a apropriação de Capitu como experiência educomunicativa (PDF) (Tese). Curitiba: UFPR. Consultado em 10 de maio de 2017

## Livros por obra

### Lavoura Arcaica
- Carvalho, Luiz Fernando (2002). Sobre Lavour’Arcaica – O filme. [S.l.]: Ateliê Editorial. ISBN 9780815411833
- Tardivo, Renato Cury (2009). Porvir que vem antes de tudo: uma leitura de lavoura arcaica - literatura, cinema e a unidade dos sentidos (Tese). São Paulo: Universidade de São Paulo (USP). Consultado em 14 de abril de 2017

### Os Maias
- Wajnman, Solange (2011). Minisséries históricas e a comunicação por objetos. Notas sobre os figurinos e cenários de 'Primo Basílio' e “Os Maias” (Tese). Santa Maria: Universidade de Santa Maria (UFSM). Consultado em 14 de abril de 2017

### Hoje é Dia de Maria
- Carvalho, Luiz Fernando; Abreu, Luis Alberto (2006). Hoje é dia de Maria – Roteiros da 1a e 2a jornadas. [S.l.]: Globo. ISBN 9788525040985
- Guzzi, C. P. (2005). «A recriação dos contos populares e a constituição da narradora arquetípica na minissérie Hoje é dia de Maria». Revista Literatura em Debate. pp. 146–159. Consultado em 10 de maio de 2017
- Guzzi, C. P. (2012). «Riscando o molde: a função poética como modelo estruturante na transposição da minissérie Hoje é dia de Maria». Cadernos de Letras da UFF. 403 páginas. Consultado em 10 de maio de 2017

### Pedra do Reino
- Carvalho, Luiz Fernando (2007). Pedra do Reino - Estojo Ilustrado com 5 Cadernos de Filmagens + Diário de Elenco e Equipe. [S.l.]: Globo. ISBN 8525043370
- Guzzi, C. P. (2007). «"A leitura figurativa do Movimento Armorial a partir da significação da vinheta de abertura de A Pedra do Reino "». Rebeca, Revista Brasileira de Estudos de Cinema e Audiovisual. pp. 257–274. Consultado em 10 de maio de 2017

### Capitu
- Carvalho, Luiz Fernando (2008). O processo de Capitu. [S.l.]: Leya  Casa da Palavra. ISBN 857734102X[1]
- Carvalho, Luiz Fernando (2008). «Capitu c'est moi?». Livro - Quem é Capitu?. [S.l.]: Nova Fronteira. pp. 17–20. ISBN 9788520920831
- Carvalho, Luiz Fernando; Diniz, Julio (2008). «Capitu c'est moi?». Machado de Assis (1908-2008). [S.l.]: Contraponto. pp. 80–83. ISBN 978-85-7866-011-6
- Carter, Eli Lee (2014). Relendo Dom Casmurro - hibridismo estético em Capitu (Tese). Charlottesville: University of Virginia. Consultado em 18 de abril de 2017
- Guzzi, C. P. (2012). «Por uma ficção autoconsciente: a transposição do romance Dom Casmurro para a minissérie Capitu» (PDF). Machado de Assis em Linha. pp. 82–101. Consultado em 10 de maio de 2017
- Guzzi, C. P. (2012). «A narrativa impressionista do escritor Machado de Assis e a atitude expressionista do diretor Luiz Fernando Carvalho». CASA (Araraquara). pp. 1–12. Consultado em 10 de maio de 2017
- Bulhões, Marcelo Magalhães (2012). «Para Além da "Fidelidade" na Adaptação Audiovisual: o Caso da Minissérie Televisiva Capitu». Galáxia. Revista do Programa de Pós-Graduação em Comunicação e Semiótica. Consultado em 10 de maio de 2017
- Nepomuceno, Mariana Maciel (2015). O elogio da ilusão: Capitu de Luiz Fernando Carvalho (Tese). Pernambuco: UFPE. Consultado em 10 de maio de 2017
- Torrens Leite, Rafaela Bernardazzi (2016). «Poética visual e a relação com elementos fílmicos da minissérie Capitu». Revista Estética. Consultado em 10 de maio de 2017
- Czizewski, Claiton César; Silva, Anderson Lopes (2014). «Capitu: A cultura híbrida e a liquidez pós-moderna em um olhar». Revista Latino Americana de Estudios en Cultura. Consultado em 10 de maio de 2017
- Pucci, Renato Luiz (2015). «Grande Sertão: Veredas e Capitu – Rupturas de paradigmas na ficção televisiva brasileira» (PDF). Socine. Consultado em 10 de maio de 2017
- Izawa, Irene (2012). Capitu: uma leitura pós-moderna de Dom Casmurro – Rupturas de paradigmas na ficção televisiva brasileira (PDF) (Tese). Curitiba: Uniandrade. Consultado em 10 de maio de 2017
- Becker, Caroline Valada (2010). Dom Casmurro e Capitu : poéticas da palavra e da imagem (Tese). Porto Alegre: UFRGS. Consultado em 10 de maio de 2017
- Santos, Juliana Rodrigues dos (2010). A literatura na tela da televisão: Capitu, uma tradução de Dom Casmurro (Tese). Campo Grande: UFMS. Consultado em 10 de maio de 2017
- Torrens Leite, Rafaela Bernardazzi (2015). A cor e o figurino na construção de personagens na narrativa televisual: um estudo de caso da minissérie Capitu (Tese). São Paulo: USP. Consultado em 10 de maio de 2017
- Monteiro, Alexandre de Assis (2013). Capitu: olhares para uma narração oblíqua. (Tese). João Pessoa: UFPB. Consultado em 10 de maio de 2017
- Pires, Yasmin (2013). Um Expressionismo em Capitu: a apropriação imagética contemporânea (Tese). Manaus: Universidade da Amazônia. Consultado em 10 de maio de 2017
- Monteiro, Alexandre de Assis; Mousinho, Luiz Antonio (2016). «A captura de Dom Casmurro por uma crítica disposta entre o romance e a microssérie». Bakhtiniana: Revista de Estudos do Discurso. Consultado em 10 de maio de 2017
- Millecco, Mariana (2017). «No princípio era o texto: Dom Casmurro no papel, Capitu na tela». Machado de Assis em Linha. Consultado em 10 de maio de 2017
- Collaço, Fernando Martins (2013). Luiz Fernando Carvalho e o processo criativo na televisão : a minissérie Capitu e o estilo do diretor (Tese). Universidade Estadual de Campinas. Consultado em 10 de maio de 2017
- Pinati, Flávia Giúlia Andriolo (2013). Capitu: uma transposição metaficcional (Tese). São Paulo: Unesp. Consultado em 10 de maio de 2017
- Silva, Ana Claudia Suriani; Millecco, Mariana (2017). «Entrevista com Beth Filipecki, figurinista de Capitu (2008)». Machado de Assis em Linha. Consultado em 10 de maio de 2017
- Oliveira, Lara Luiza Spagnol (2013). Aí vindes outra vez, inquietas sombras: tempo e memória na tradução de Dom Casmurro para Capitu (PDF) (Tese). Belo Horizonte: UFMG. Consultado em 10 de maio de 2017
- Bezerra, Júlia Rochetti (2016). Da adaptação de Dom Casmurro : do romance aos quadrinhos e à televisão (Tese). Campinas: Unicamp. Consultado em 10 de maio de 2017
- Rosa, Luiza Maria Almeida (2012). A adaptação barroca de Dom Casmurro para Capitu: do livro ao corpo na TV (Tese). São Paulo: PUC-SP. Consultado em 10 de maio de 2017
- Nonato, Lívia Martins (2013). Teatralidade na obra audiovisual Capitu (Tese). Londrina: Universidade de Londrina. Consultado em 10 de maio de 2017
- Heck, Ana Paula (2014). Uma ideia e um escrúpulo:a a apropriação de Capitu como experiência educomunicativa (PDF) (Tese). Curitiba: UFPR. Consultado em 10 de maio de 2017

### Afinal, o que querem as mulheres?
- Carvalho, Luiz Fernando; Cuenca, João Paulo; Gianetti, Cecília; Melamed, Michel (2010). Afinal, o que querem as mulheres?. [S.l.]: LeYa. ISBN 9788580440300
- Carter, Eli Lee (2014). Afinal, o que Querem as Mulheres?: Luiz Fernando Carvalho's Metafictional Critique of Brazilian Television Fiction (Tese). Journal of Latin American Cultural Studies

### Suburbia
- Carvalho, Luiz Fernando; Lins, Paulo; Franz, Pedro (2012). Suburbia. [S.l.]: Aeroplano. ISBN 9788578200916

### Meu Pedacinho de Chão
- Carvalho, Luiz Fernando (2013). Meu Pedacinho de Chão. [S.l.]: LeYa Casa da Palavra. ISBN 978-85-7734-525-0
- Gambarro, Daniel (2015). “Meu Pedacinho de Chão”: pós-modernismo audiovisual, rizoma e as possíveis reconfigurações da telenovela (Tese). Novos Olhares: Revista de Estudos Sobre Práticas de Recepção a Produtos Midiáticos

### Dois Irmãos
- Pagliaro, Leandro (2017). Fotografias – O processo criativo dos atores de Dois irmãos. [S.l.]: Bazar do Tempo. ISBN 9788569924203